# Phylactolaemata
Classe
Familles de rang inférieur
- † Cristatellidae
- † Fredericellidae
- † Lophopodidae
- † Pectinatellidae
- † Plumatellidae
- Stephanellidae

Classification phylogénétique
- Bilatériens
  - Protostomiens
    - Chétognathes ?
    - Lophotrochozoaires
      - Ectoproctes
        - Sténolémés
        - Gymnolémés
        - Phylactolémés

      - Rhombozoaires
      - Platyzoaires
      - Phoronozoaires
      - Eutrochozoaires

    - Ecdysozoaires
    - Mésozoaires

  - Deutérostomiens

Les Phylactolaemata sont l'une des trois classes de l'embranchement des Ectoproctes, les deux autres étant Stenolaemata et Gymnolaemata). Alors que la plupart des Ectoproctes vivent en eau de mer et en zone tropicale, les espèces de Phylactolaemata vivent en eau douce, y compris en zone froide ou tempérée. Ce sont tous des animaux filtreurs et coloniaux, pouvant parfois former des colonies géantes de millions d'individus.

## Étymologie
Le nom de taxon Phylactolaemata, formé sur le grec ancien φύλαξις, phulaxis, « protection, garde », et λαιμός, laimós, « cou, gorge », fait allusion à l'opercule placé à l'entrée du tube digestif.

## Mode de vie
Comme tous les Ectoproctes, les espèces de la classe des Phylactolaemata se nourrissent en filtrant des microparticules en suspension (plancton, nano ou microdébris de matière organique) qu'elles trouvent dans l'eau. Elles captent ces particules au moyen d'une minuscule couronne extensible / rétractile formant un tentacule cilié dit « lophophore ». Elles vivent en colonies (parfois géantes chez certaines espèces). Dans une colonie, chaque individu est un clone du « membre fondateur ». Contrairement à celles de quelques Ectoproctes marins, les colonies de Phylactolaemata sont constituées d'un seul type de zoïde, dont certains prennent toutefois une forme différente. Il s'agit d'individus qui sont responsables de l'alimentation et de l'excrétion ; ils sont nommés autozoïdes. La colonie meurt en hiver et produit des propagules dont la forme est typique de l'espèce, nommés Statoblastes. Elle en produit également avant l'hiver en cas de stress élevé. La cohérence physique de la colonie est assurée par une sorte d'exosquelette sécrété par les zoïdes, mais à la différence des coraux, ce squelette n'est pas minéralisé. Il est constitué d'une substance (protéine) gélatineuse (et plus ou moins dure selon les espèces et le stade de croissance).

## Aire géographique
Les espèces de ce groupe sont principalement réparties dans l'hémisphère sud. La distribution actuelle laisse supposer que le groupe remonte au moins à l'époque où les continents étaient réunis.
94 espèces d'ectoproctes d’eau douce étaient connues en 2008 (74 espèces étaient des Phylactolaemata et 20 des Gymnolaemata). Environ la moitié de ces espèces sont inféodées à une zone zoogéographique, les autres étant cosmopolites.
Concernant les espèces de l'hémisphère nord, certaines d'entre elles ont une large répartition (holarctique) alors que d'autres sont endémiques d'une région ou d'une sous-région.

## Reproduction

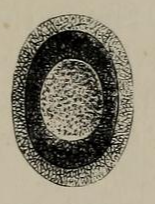
Exemple de Statoblaste (ici de Plumatella repens)

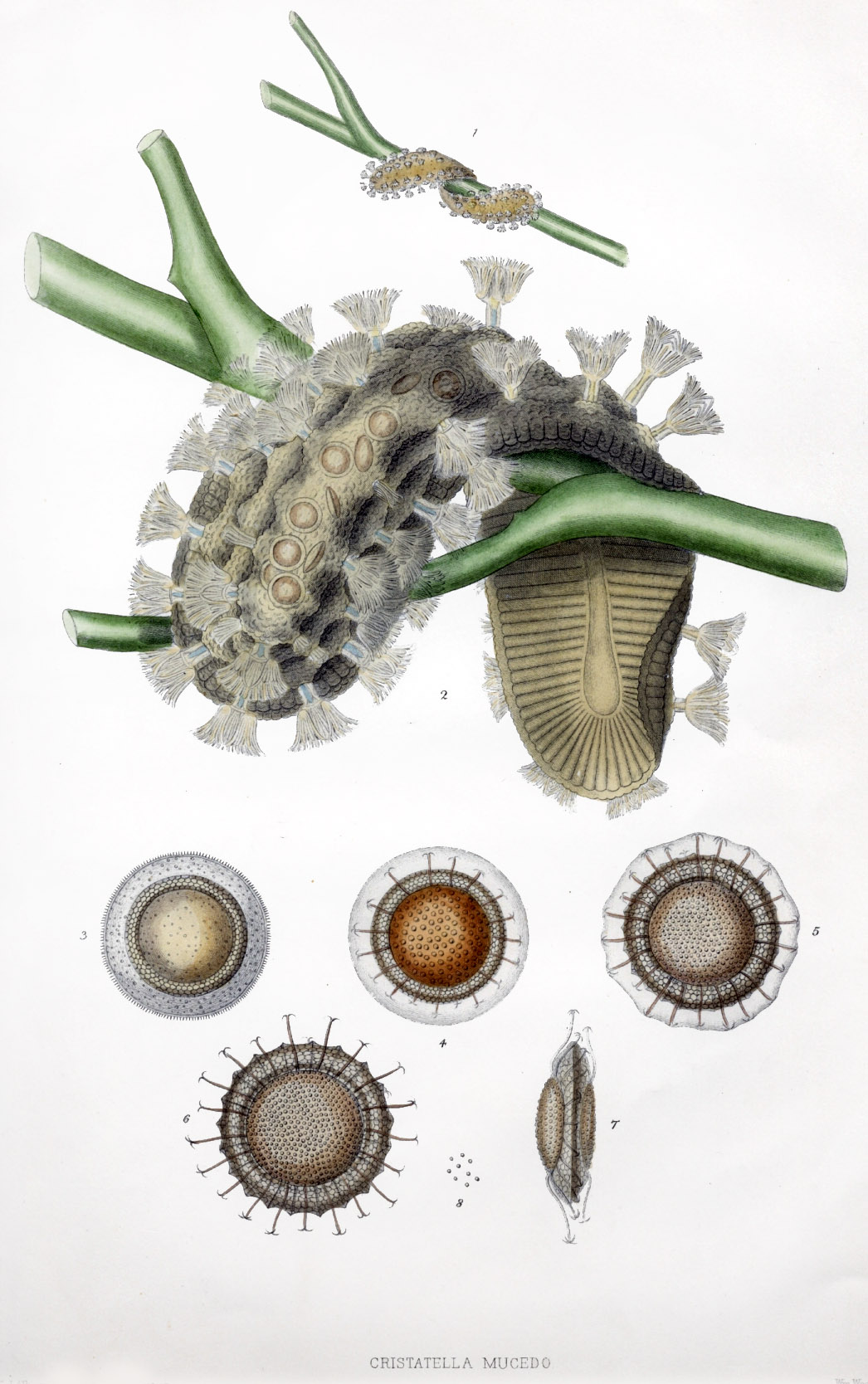
Colonie de Cristatella mucedo et son statoblaste (Planche d'illustrations, tirée d'une monographie de Allman consacrée aux Phylactolaemata parue en 1856

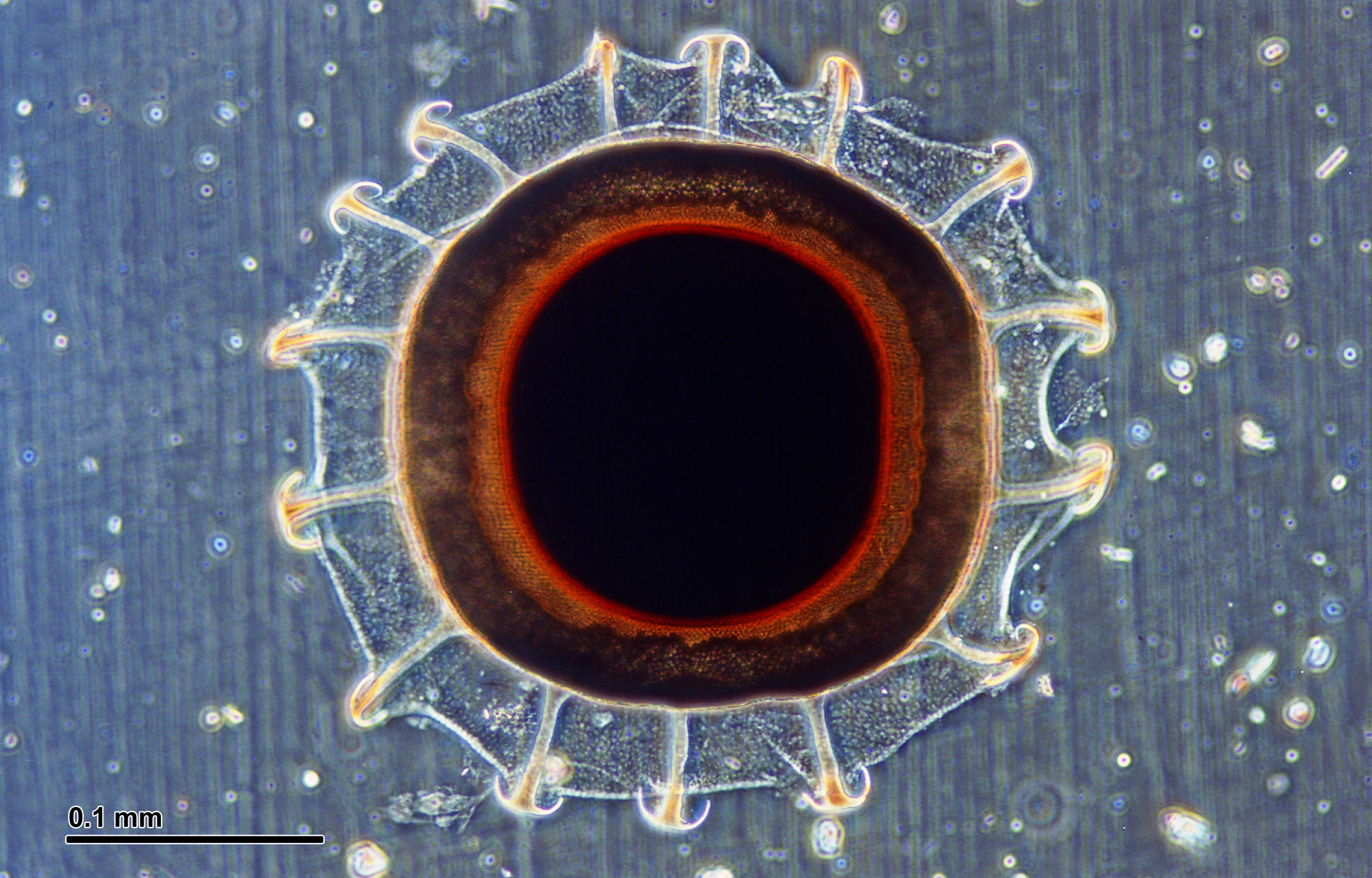
Statoblaste mature de Pectinatella magnifica

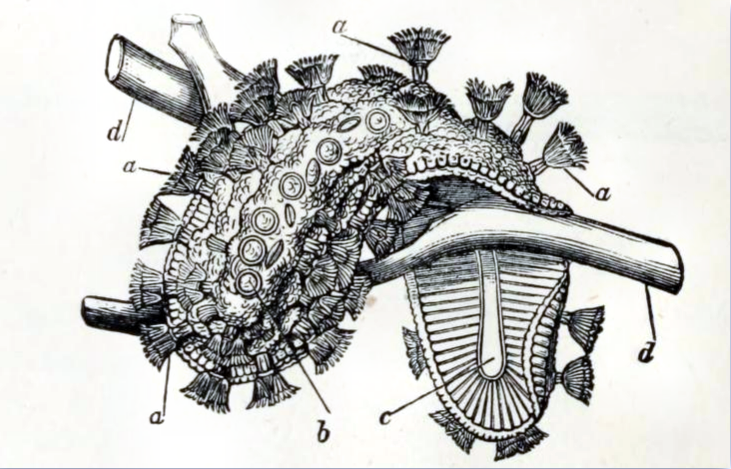
Dessin représentant une petite colonie de Cristatella mucedo

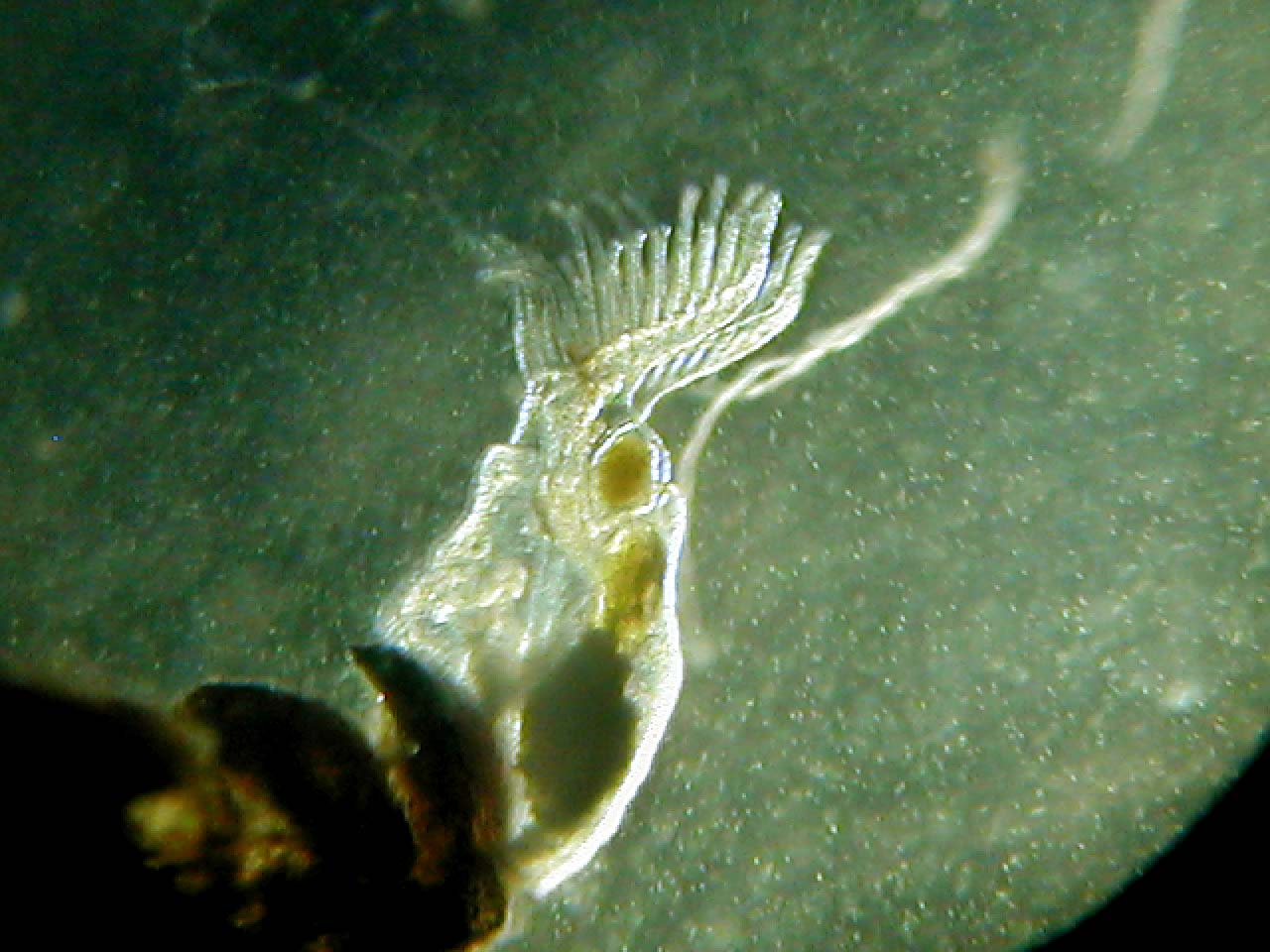
autozoïde et sa corolle (utilisée pour capter la nourriture en suspension dans l'eau)

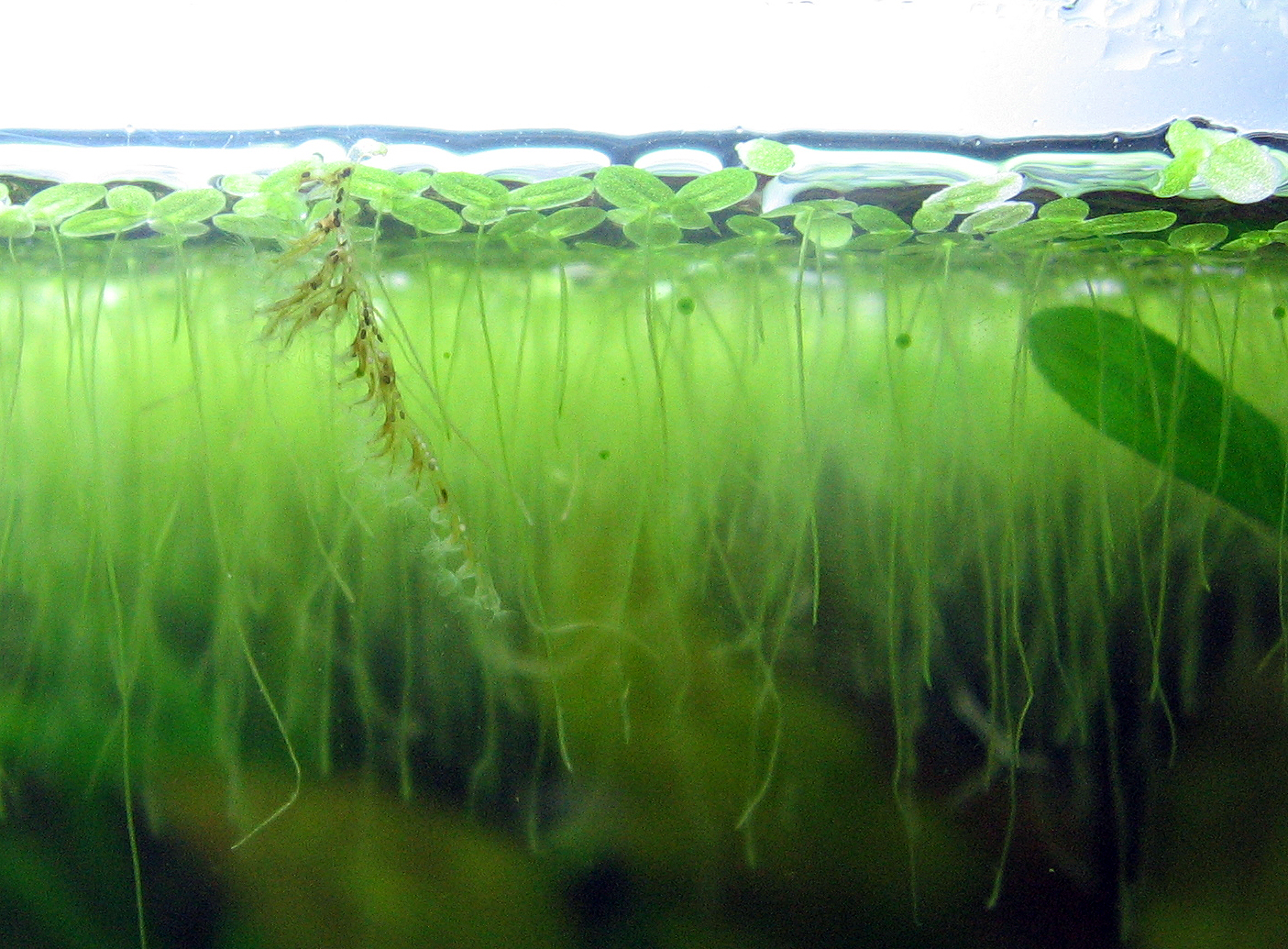
Peut-être Lophopus crystallinus, accrochée à la racine d'une lentille d'eau (sans la parasiter)

Les colonies de Phylactolaemate sont constituées de clones. Ils peuvent se reproduire de deux manières :

### Reproduction sexuée
Comme chez tous les Ectoproctes, chaque individu de la colonie est hermaphrodite (simultanément mâle et femelle). Le sperme est libéré dans l'eau par les individus et une partie en est réabsorbée par d'autres (surtout au sein de la même colonie mais aussi un peu au sein de colonies voisines). Il est absorbé avec les particules alimentaires, via le tube digestif et excrétoire. Les ovules fécondés forment des œufs qui seront chez la plupart des espèces couvés à l'intérieur des tubes au sein de la colonie. Les larves sont équipées de poils ou rangées de cils leur permettant de nager et se disperser dans la colonne d'eau. Ces jeunes ectoproctes migrent alors avant de s'installer pour former une nouvelle colonie.

### Reproduction asexuée
La méthode asexuée de reproduction des Phylactolaemata semble unique parmi les Ectoproctes. Elle permet à la lignée d'une colonie de survivre aux variations de conditions des milieux d'eau douce.
En été et en automne, chaque colonie produit un grand nombre de statoblastes généralement en forme de disque (comme une petite soucoupe volante) qui fonctionnent comme des capsules de survie, à la manière des gemmules d'éponges . Ces statoblastes se forment sur un  funicule (cordon) reliée à l'intestin du parent qui les nourrit au fur et à mesure de leur croissance. À mesure qu'ils grandissent, les statoblastes construisent une sorte de coques de protection bivalves dure (matière évoquant la chitine, brune ou noire).
Ces statoblastes sont expulsés en cas de stress ou mort de la colonie. Certains types collent à la colonie mère jusqu’à sa mort (et peuvent alors régénérer la colonie). D’autres tombent au fond ou au contraire remontent en surface (chez certaines espèces ces capsules sont moins denses ou parfois moins denses que l’eau, certaines contenant un peu de gaz assurant leur flottaison ). Ils seront dispersés par le courant, le vent ou des animaux (oiseaux d’eau en particulier). Ces statoblastes peut rester en dormance durant de longues périodes en survivant à des conditions difficiles (digestion, gel et dessiccation). Certains sont munis d’une ceinture de petits filaments terminés chacun par une sorte d’ancre microscopique. Ils peuvent s’accrocher à des algues ou plumes et être transportés sur de longues distances par les animaux, la végétation flottante, les courants  et les vents.
Quand les conditions leur conviennent à nouveau, les valves de la coquille s’ouvrent et les cellules qu’elles protégeaient forment un zoïde qui tentera de former une nouvelle colonie. Une étude a estimé qu'un groupe de colonies occupant un mètre carré peut produire environ 800 000 statoblastes .

## Histoire scientifique
L'étude du groupe des Phylactolaemata d'eau douce a commencé avec la découverte en avril 1741 aux Pays-Bas par Trembley dans une mare située près de la ville de La Haye, d'une espèces alors nouvelle pour la science, qui sera nommée  Lophopus crystallinus en 1768 par le naturaliste allemand Peter Simon Pallas.
La seconde espèce étudiée fut Fredericella sultana (l'espèce la mieux distribuée dans le monde selon Lacourt) par Blumenbach en 1779 et 1780, suivie de Plumatella fungosa (également bien distribuée) étudiée par Pallas (1768). Cuvier publie ensuite en 1798 une description de Cristatella mucedo et au milieu du XIXe siècle l'étude de ce groupe acquiert un élan nouveau avec une première monographie publiée par Allman en 1856, principalement consacrée aux espèces d'Europe occidentale en introduisant au passage le nouveau nom de Phylactolaemata. Plusieurs de ces études ont été faites par des naturalistes célèbres : Linnée (1758, 1767), Cuvier (1798), Lamarck (1816) et De Vries (1887), et bien d'autres par des naturalistes venant de tout le continent européen ;  un peu moins connus mais qui ont fourni un travail souvent remarquable. C'est le cas par exemple de Hancock (1850, 1860), Leidy (1851-1879), Ridley (1866), Davenport (1890-1904), Oka (1890-1912), Meissner (1893-1898), Rousselet (1904-1916) et Sollas (1908). La reproduction et l'histologie de ces espèces ont été étudiées et décrites par Wesenberg-Lund (1895-1939), Braem (1888-1913) et Kraepelin (1884-1914). Une monographie publiée en deux tomes (1887, 1892) par Kraepelin contient des planches dont la qualité n'a selon Lacourt pas été surpassée.
D'autres biologistes ont au XXe siècle poursuivi leur travail, dont Abricossoff (1924-1959) en Russie ; Annandale (1907-1922) en Asie du Sud ; Borg (1930-1941) en Suède, Allemagne et hors d'Europe ; Harmer (1901-1935) au Royaume-Uni) ; Hastings (1929-1938) au Royaume-Uni et dans le monde, Lacourt (1948-1959) aux Pays-Bas, en Belgique, mais aussi au Congo et à Sumatra) ; Loppens (1905-1948) en Belgique ; Marcus (1926-1958) au Danemark et au Brésil), Prenant & Bobin (1956) ont travaillé sur les espèces européennes ; Rogick (1934-1957) avec quelques courtes publications a traité d'espèces nord américaines pendant que Toriumi (1941-1963) se penchait sur les espèces japonaises et des régions proches du Japon. Marcus (1926-1958) a produit un important travail sur la biologie de ce groupe et Cori (1941) un document synthétisant la connaissance de son temps sur les espèces marines et d'eau douce de Bryozoa (in  "Handbuch der Zoologie", 240 pages).
Dans les années 1960 trois spécialistes sont Brien, Toriumi et Lacourt :
- Brien (1934-1960) qui a ré-étudié le travail de Braem et Kraepelin, en précisant la structure et le développement du zoarium, l'histologie, et la biologie de la reproduction d'un certain nombre d'espèces, publiant en 1960 un traité de zoologie incluant un chapitre sur cet ordre[3] ;
- Toriumi (1951-1956) qui affine la taxonomie de cette classe d'une manière exhaustive en plusieurs publications. Wiebac h (1958) a produit une synthèse de la biologie des espèces de ce taxon[3] ;
- Lacourt qui publie en 1968 une nouvelle monographie intitulée A monograph of the freshwater Bryozoa-Phylactolaemata] (168 p) faisant le point sur la taxonomie et distribution de ces espèces, à partir de la littérature et d'échantillons envoyés par des muséums d'histoire naturelle du monde entier[3]

En 1968, A.W. Lacourt a produit une monographie faisant le bilan des connaissances sur ce groupe, en précisant sa phylogénie. Phylactolaemata devait être considéré comme un groupe qui a divergé et complété son évolution en produisant des formes « géantes » de colonies, mais aussi des formes géantes de statoblastes. Toujours selon Lacourt, ce phénomène évolutif s'est accompagné d'une réduction du nombre de tentacules des individus. Lacourt a pour cette étude réobservé avec attention, sous différents types d'éclairage et microscopes (dont microscope électronique), en s'aidant de différentes méthodes histochimiques.
Lacourt considérait encore en 1968 que ce groupe était difficile à étudier « en raison de leur relative rareté et inaccessibilité et parce qu'elles ne peuvent être collectées qu'à une certaine période et non toute l'année », mais grâce à leur caractère étrange elles ont fasciné les naturalistes et comptent « parmi les objets les plus anciennement scientifiquement étudiés ».
Les clé de détermination (de même que les hypothèses sur l'évolution de ce groupe) sont basées sur la description des zoariums et des statoblastes. Une nouvelle clé a été produite en 2005 pour les espèces européennes par TS. Wood & B Okamura

## Prédateurs, maladies
Ces espèces sont réputées supporter des eaux eutrophes et très turbides, mais seraient plutôt vulnérables à la pollution chimique de l'eau [et moins des sédiments, car elles n'y sont généralement pas présente (il y a des exceptions)].
Elles peuvent être parasitées.

## Liste des genres et espèces
Il existerait au moins une cinquantaine d'espèces dont trois au moins survivant aux difficiles conditions hivernales des eaux douces de l'Arctique.
| Lacourt en 1968 distinguait : famille Fredericellidae Hyatt, 1868 - Fredericella Gervais, 1838 - Fredericella sultana (Blumenbach, 1779) - Fredericella sultana sultana (Blumenbach, 1779) - Fredericella sultana indica Annandale, 1909 - Fredericella sultana crenulata Du Bois-Reymond Marcus, 1946 - Fredericella australiensis Goddard, 1909 famille Plumatellidae Allman, 1856 - Plumatella Lamarck, 1816 - Plumatella casmiana Oka, 1907 - Plumatella philippinensis Kraepelin, 1887 - Plumatella agilis (Marcus, 1942) - Plumatella carvalhoi (Marcus, 1942) - Plumatella fruticosa Allman, 1844 - Plumatella repens (Linnaeus, 1758) - Plumatella fungosa (Pallas, 1768) - Plumatella javanica Kraepelin, 190 - Plumatella longigemmis (Annandale, 1915) - Plumatella emarginata Allman, 1844 - Plumatella evelinae (Marcus, 1941) - Plumatella toanensis (Hozawa & Toriumi, 1940) - Hyalinella Jullien, 1885 - Hyalinella vorstmani (Toriumi, 1952) - Hyalinella punctata (Hancock, 1850) - Hyalinella indica (Annandale, 1915) - Hyalinella lendenfeldi (Ridley, 1886) - Hyalinella vaihiriae Hastings, 1929 famille Pectinatellidae nov. fam - Pectinatella Leidy, 1851 - Pectinatella magnifica (Leidy, 1851) - Pectinatella gelatinosa Oka, 1890 famille Lophopodidae Rogick, 1935 - Lophopus Dumortier, 1835 - Lophopus crystallinus (Pallas, 1768) - Lophopodella Rousselet, 1904 - Lophopodella capensis (Sollas, 1908) - Lophopodella thomasi Rousselet, 1904 - Lophopodella stuhlmanni Kraepelin, 1914 - Lophopodella carteri (Hyatt, 1866) - Lophopodella pectinatelliformis Lacourt, 1959 famille Stephanellidae nov. fam - Stephanella Oka, 1908 - Stephanella hina Oka, 1908 famille Cristatellidae Allman, 1856 - Cristatella Cuvier, 1798 - Cristatella mucedo Cuvier, 1798 Espèces douteuses (pour Lacourt en 1968) - - Plumatella auricomis Annandale, 1913 - Plumatella tanganyikae Rousselet, 1907 - Plumatella orbisperma Kellicot, 1882 | D'après ITIS, Catalogue of Life, BioLib et World Register of Marine Species (12 mai 2016) : - ordre Plumatellida - famille Cristatellidae - genre Cristatella Cuvier, 1798 - famille Fredericellidae Allman, 1856 - genre Fredericella Gervais, 1838 - famille Lophopodidae Rogick, 1935 - genre Asajirella Oda & Mukai, 1989 - genre Lophopodella Rousselet, 1904 - genre Lophopus Dumortier, 1835 - famille Pectinatellidae (placé à part par WoRMS et CatalogueofLife) - genre Afrindella Wiebach, 1964 - genre Pectinatella Leidy, 1852 - famille Plumatellidae - genre Hyalinella Jullien, 1885 - genre Plumatella Lamarck, 1816 - genre Stolella Annandale, 1909 - genre Swarupella Shrivastava, 1981 - famille Stephanellidae Lacourt, 1968 (non reconnue par BioLib et ITIS) - genre Stephanella Oka, 1908 |

## Galerie

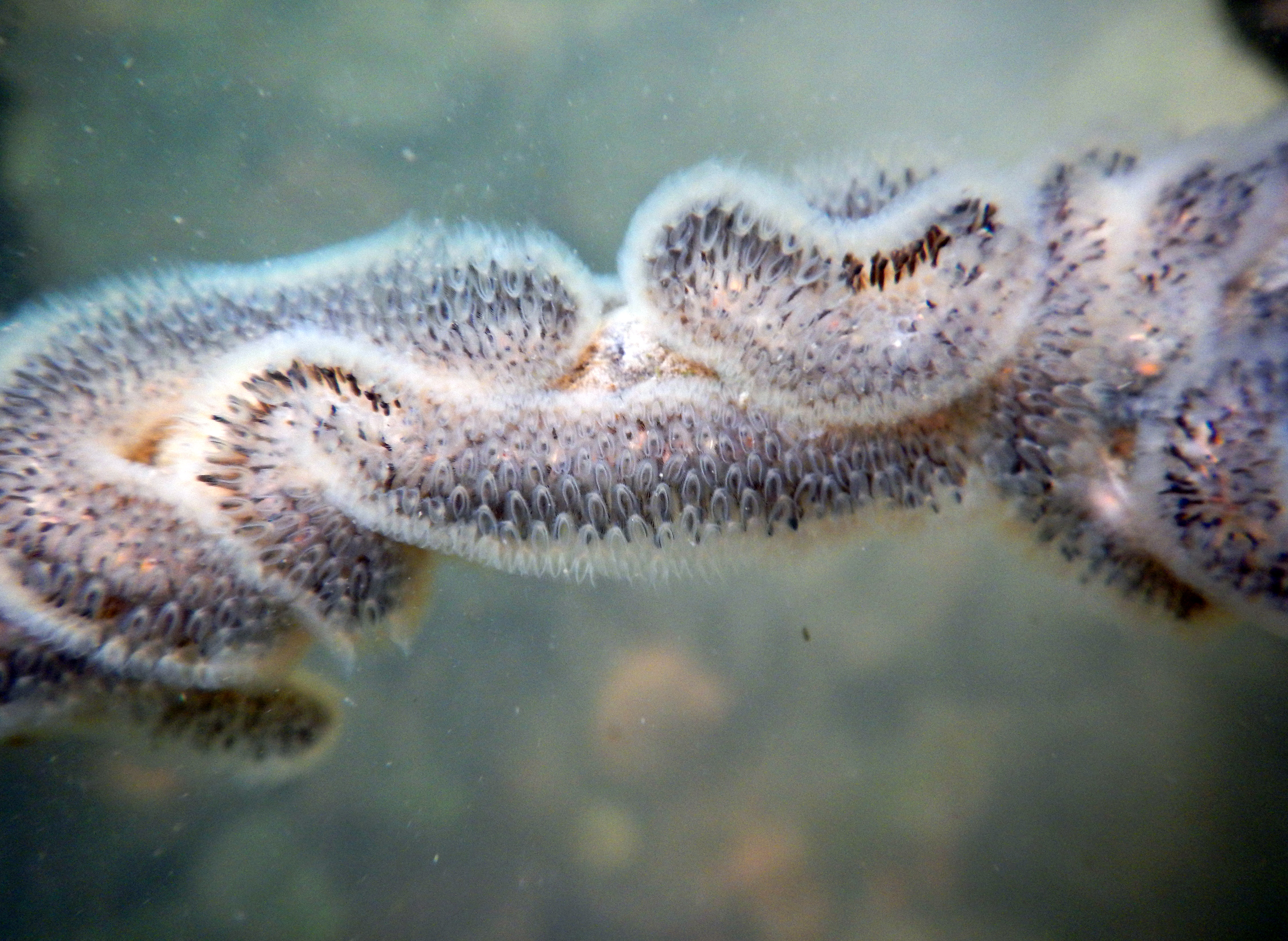
Cristatella mucedo (Cristatellidae)
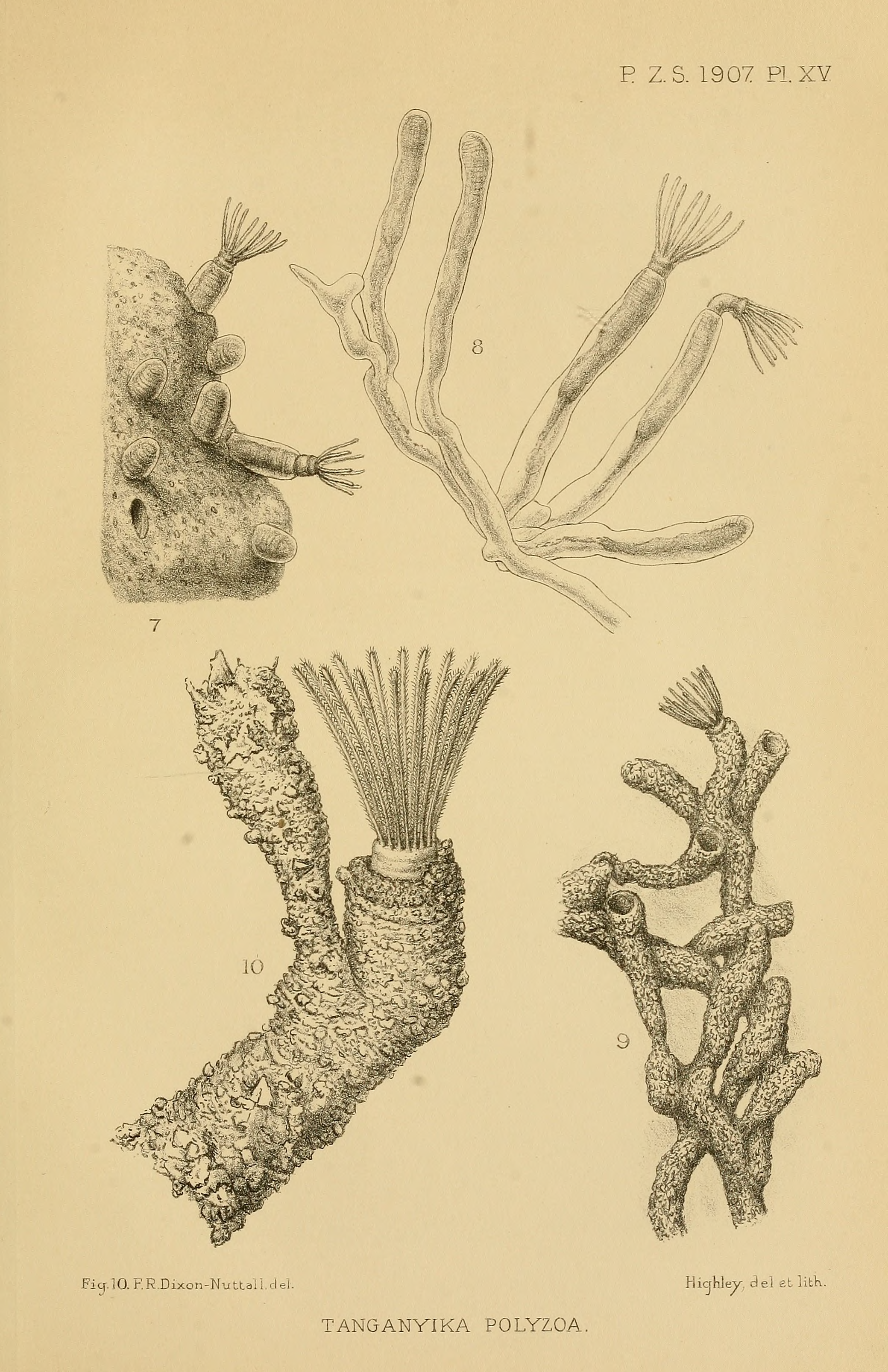
Fredericella sultana (Fredericellidae, en bas)
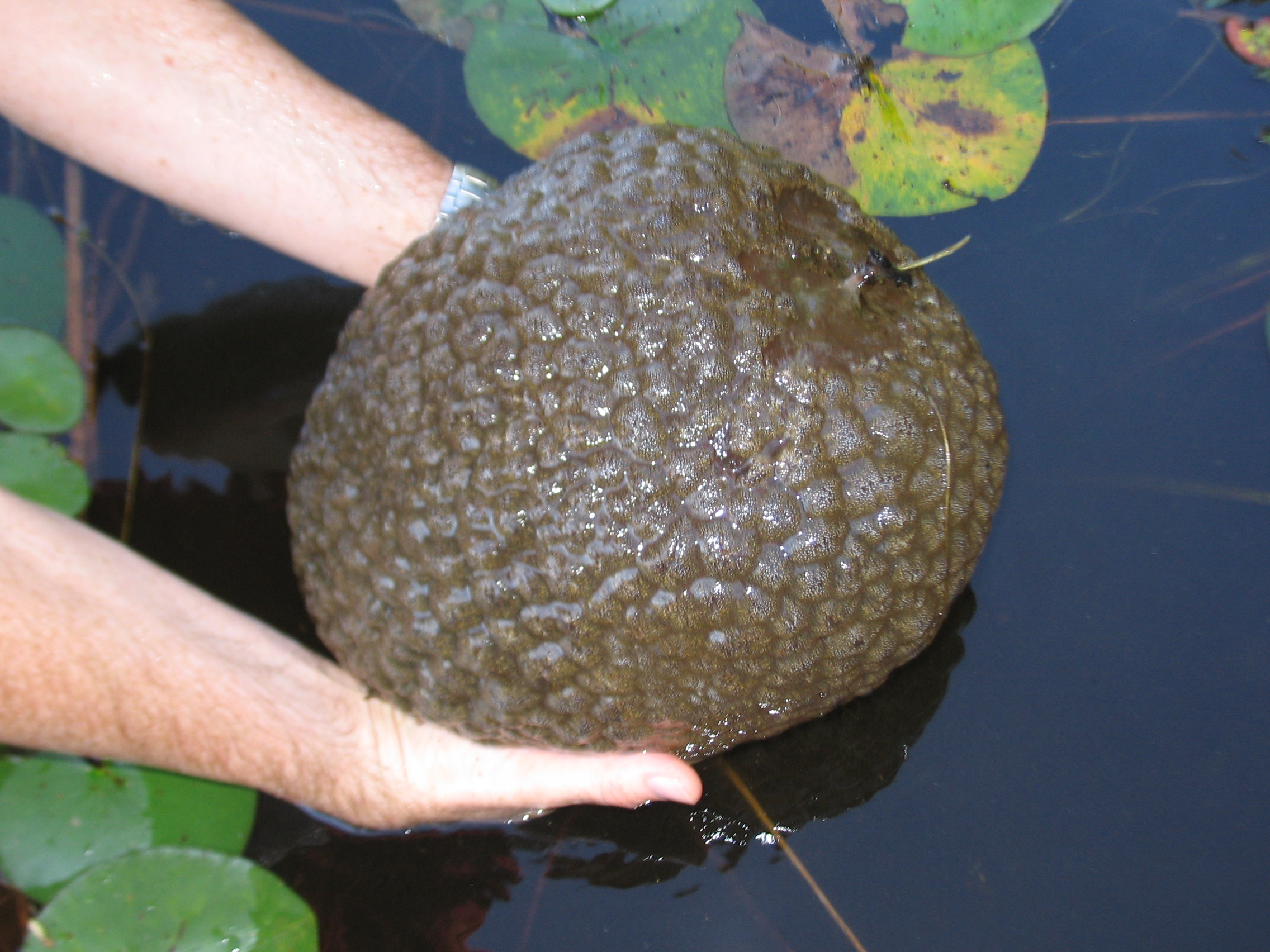
Pectinatella magnifica (Pectinatellidae)
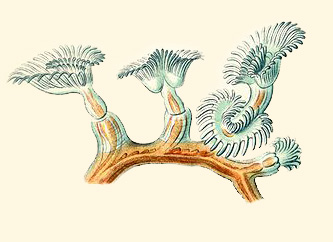
Plumatella repens (Plumatellidae)

### Publication originale
- George James Allman, A monograph of the fresh-water polyzoa : including all the known species, both British and foreign (œuvre écrite), Inconnu, Londres, 1856, [lire en ligne].